# Brent Sutter
Brent Colin Sutter, född 10 juni 1962, är en kanadensisk före detta professionell ishockeyspelare som tillbringade 18 säsonger i den nordamerikanska ishockeyligan National Hockey League (NHL), där han spelade för ishockeyorganisationerna New York Islanders och Chicago Blackhawks. Han producerade 829 poäng (363 mål och 466 assists) samt drog på sig 1 054 utvisningsminuter på 1 111 grundspelsmatcher. Sutter spelade också på lägre nivå för Lethbridge Broncos i Western Hockey League (WHL).
Han draftades i första rundan i 1980 års draft av New York Islanders som 17:e spelare totalt.
Sutter ingick i Islanders dynastilag och var delaktig i två av fyra Stanley Cup-titlar (1981-1982 och 1982-1983). Han är ägare av ishockeylaget Red Deer Rebels (WHL) sedan 1999 och har varit också i omgångar president, general manager och tränare för dem. Laget vann både WHL och Memorial Cup för säsong 2000-2001.
Sutter var tränare för NHL-organisationerna New Jersey Devils (2007-2009) och Calgary Flames (2009-2012).
Han ingår i släkten Sutter och är broder till Brian, Darryl, Duane, Rich och Ron, far till Brandon och farbror till Brody och Brett, som alla har spelat alternativt spelar i NHL.

## Statistik

### Spelare
| 1977–1978  | Red Deer Rustlers  | AJHL       | 60   | 12  | 18  | 30  | 33   | —   | —  | —  | —  | —   |
| 1978–1979  | Red Deer Rustlers  | AJHL       | 60   | 42  | 42  | 84  | 79   | —   | —  | —  | —  | —   |
| 1979–1980  | Red Deer Rustlers  | AJHL       | 59   | 70  | 101 | 171 | —    | 13  | 10 | 15 | 25 | 16  |
|            | Lethbridge Broncos | WHL        | 5    | 1   | 0   | 1   | 2    | —   | —  | —  | —  | —   |
| 1980–1981  | New York Islanders | NHL        | 3    | 2   | 2   | 4   | 0    | —   | —  | —  | —  | —   |
|            | Lethbridge Broncos | WHL        | 68   | 54  | 54  | 108 | 116  | 9   | 6  | 4  | 10 | 51  |
| 1981–1982  | New York Islanders | NHL        | 43   | 21  | 22  | 43  | 114  | 19  | 2  | 6  | 8  | 36  |
|            | Lethbridge Broncos | WHL        | 34   | 46  | 34  | 80  | 162  | —   | —  | —  | —  | —   |
| 1982–1983  | New York Islanders | NHL        | 80   | 21  | 19  | 40  | 128  | 20  | 10 | 11 | 21 | 26  |
| 1983–1984  | New York Islanders | NHL        | 69   | 34  | 15  | 49  | 69   | 20  | 4  | 10 | 14 | 18  |
| 1984–1985  | New York Islanders | NHL        | 72   | 42  | 60  | 102 | 51   | 10  | 3  | 3  | 6  | 14  |
| 1985–1986  | New York Islanders | NHL        | 61   | 24  | 31  | 55  | 74   | 3   | 0  | 1  | 1  | 2   |
| 1986–1987  | New York Islanders | NHL        | 69   | 27  | 36  | 63  | 73   | 5   | 1  | 0  | 1  | 4   |
| 1987–1988  | New York Islanders | NHL        | 70   | 29  | 31  | 60  | 55   | 6   | 2  | 1  | 3  | 18  |
| 1988–1989  | New York Islanders | NHL        | 77   | 29  | 34  | 63  | 77   | —   | —  | —  | —  | —   |
| 1989–1990  | New York Islanders | NHL        | 67   | 33  | 35  | 68  | 65   | 5   | 2  | 3  | 5  | 2   |
| 1990–1991  | New York Islanders | NHL        | 75   | 21  | 32  | 53  | 49   | —   | —  | —  | —  | —   |
| 1991–1992  | New York Islanders | NHL        | 8    | 4   | 6   | 10  | 6    | —   | —  | —  | —  | —   |
|            | Chicago Blackhawks | NHL        | 61   | 18  | 32  | 50  | 30   | 18  | 3  | 5  | 8  | 22  |
| 1992–1993  | Chicago Blackhawks | NHL        | 65   | 20  | 34  | 54  | 67   | 4   | 1  | 1  | 2  | 4   |
| 1993–1994  | Chicago Blackhawks | NHL        | 73   | 9   | 29  | 38  | 43   | 6   | 0  | 0  | 0  | 0   |
| 1994–1995  | Chicago Blackhawks | NHL        | 47   | 7   | 8   | 15  | 51   | 16  | 1  | 2  | 3  | 4   |
| 1995–1996  | Chicago Blackhawks | NHL        | 80   | 13  | 27  | 40  | 56   | 10  | 1  | 1  | 2  | 6   |
| 1996–1997  | Chicago Blackhawks | NHL        | 39   | 7   | 7   | 14  | 18   | 2   | 0  | 0  | 0  | 6   |
| 1997–1998  | Chicago Blackhawks | NHL        | 52   | 2   | 6   | 8   | 28   | —   | —  | —  | —  | —   |
| Totalt     | Totalt             | Totalt     | 1111 | 363 | 466 | 829 | 1054 | 144 | 30 | 44 | 74 | 164 |
| WHL totalt | WHL totalt         | WHL totalt | 107  | 101 | 88  | 189 | 280  | 9   | 6  | 4  | 10 | 51  |

### Tränare
| Lag               | År        | Grundserie | Grundserie | Grundserie | Grundserie      | Grundserie | Grundserie      | Slutspel                   |  |
| Lag               | År        | Matcher    | Vinster    | Förluster  | Övertidsvinster | Poäng      | Placering       | Resultat                   |  |
| ----------------- | --------- | ---------- | ---------- | ---------- | --------------- | ---------- | --------------- | -------------------------- |  |
| New Jersey Devils | 2007–2008 | 82         | 46         | 29         | 7               | 99         | 2:a i Atlantic  | Förlorade i första rundan. |  |
| New Jersey Devils | 2008–2009 | 82         | 51         | 27         | 4               | 106        | 1:a i Atlantic  | Förlorade i första rundan. |  |
| Calgary Flames    | 2009–2010 | 82         | 40         | 32         | 10              | 90         | 3:e i Northwest | Missade slutspel.          |  |
| Calgary Flames    | 2010–2011 | 82         | 41         | 29         | 12              | 94         | 2:a i Northwest | Missade slutspel.          |  |
| Calgary Flames    | 2011–2012 | 82         | 37         | 29         | 16              | 90         | 2:a i Northwest | Missade slutspel.          |  |
| Totalt            | Totalt    | 410        | 215        | 146        | 49              | 479        |                 |                            |  |